# Zygophlebius zebra
Zygophlebius zebra là một loài côn trùng trong họ Psychopsidae thuộc bộ Neuroptera. Loài này được Brauer miêu tả năm 1889.